# Sysmä
Sysmä és un municipi de Finlàndia situat a la Província de Finlàndia Meridional i és part de la Regió de Päijät-Häme. El municipi té una població de 3.753 habitants a 31.12.2018 i cobreix una àrea de 936.18 km² dels quals 269.14 km² son agua. La densitat de població és de 6.43 habitants per km².
Des de l'any 1997 Sysmä és una vila del llibre.

## Galeria

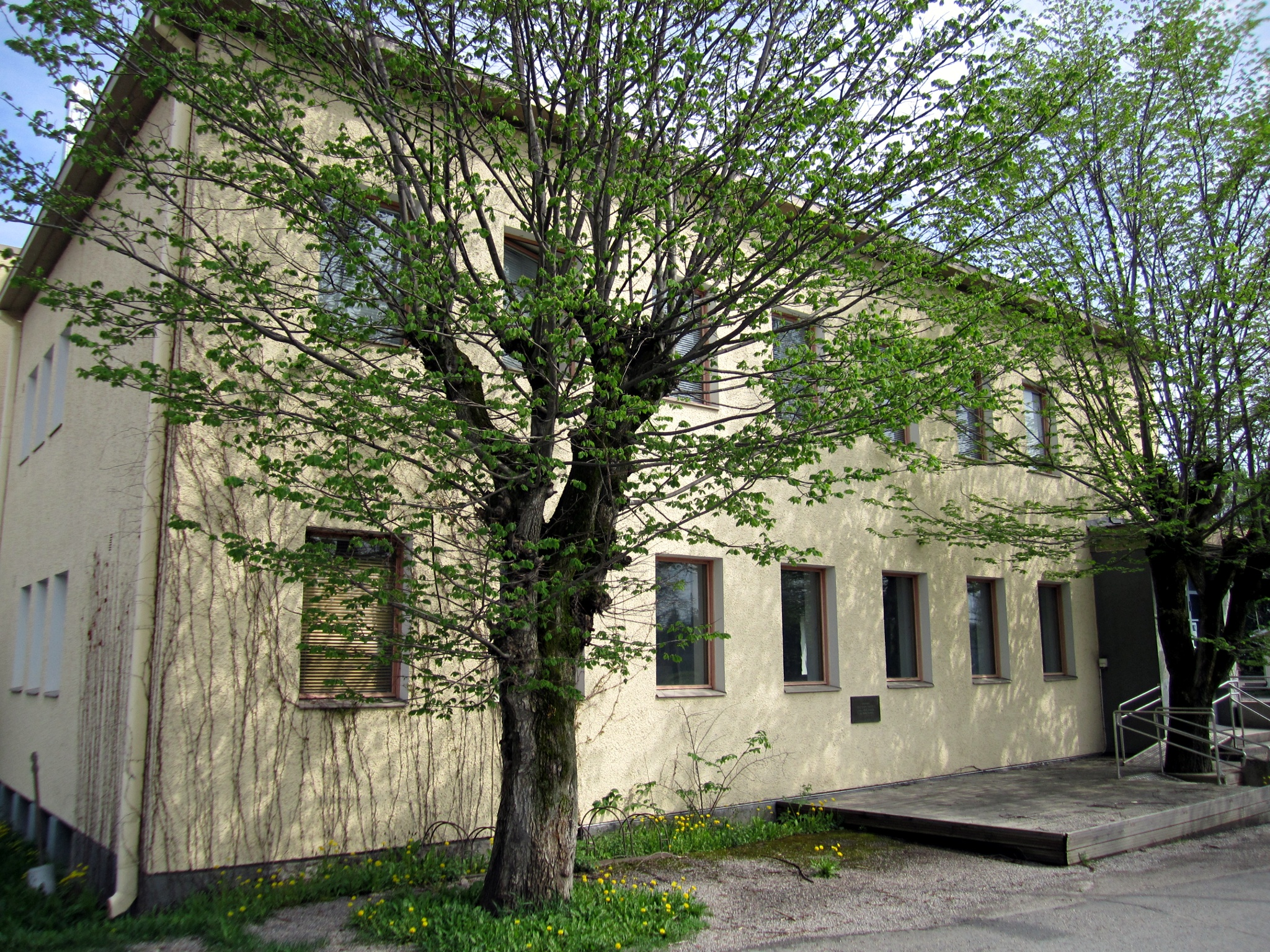
Casa de Kaarlo Sarkia.
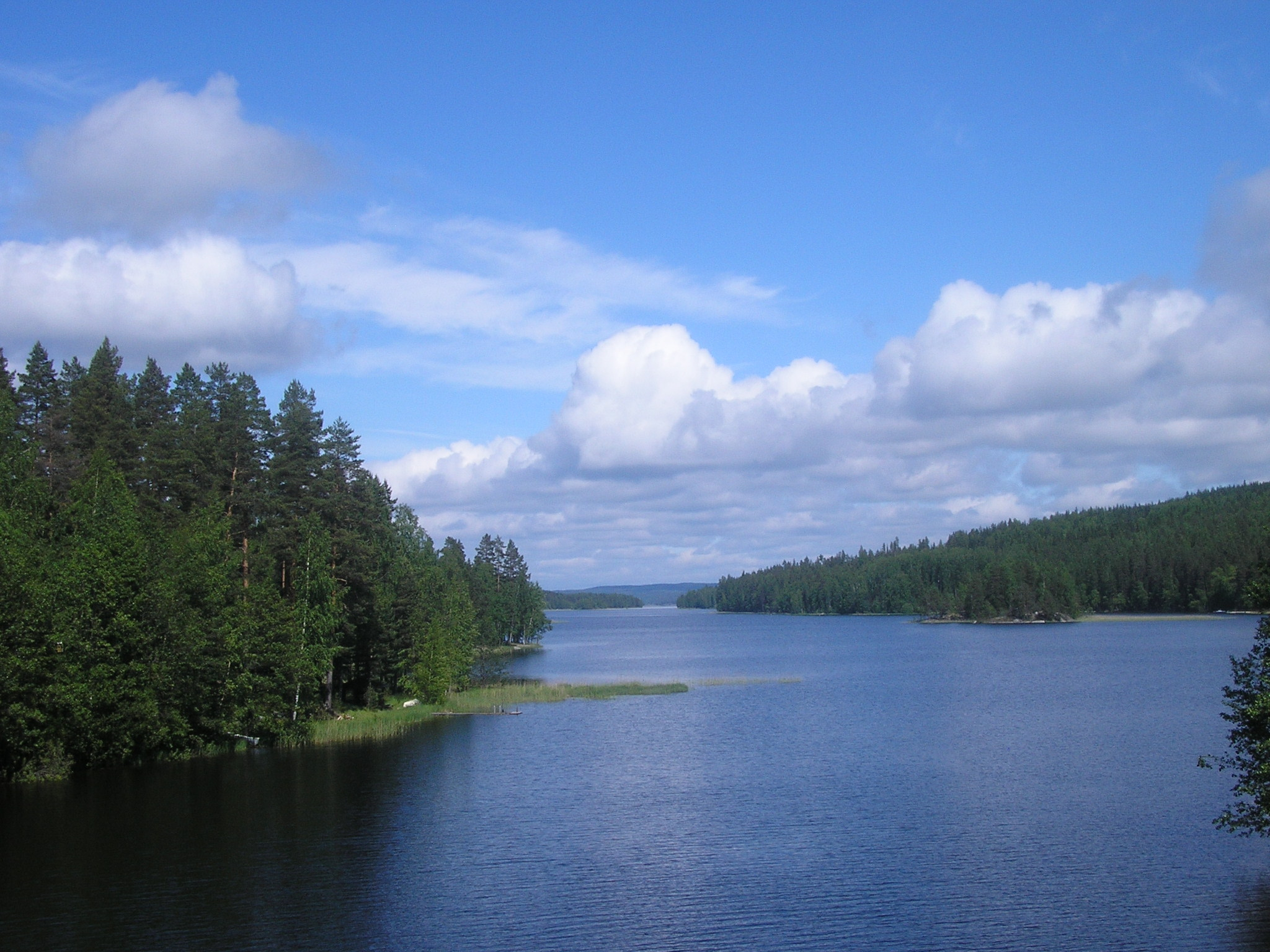
L'estret Hopeasalmi del llac Päijänne.
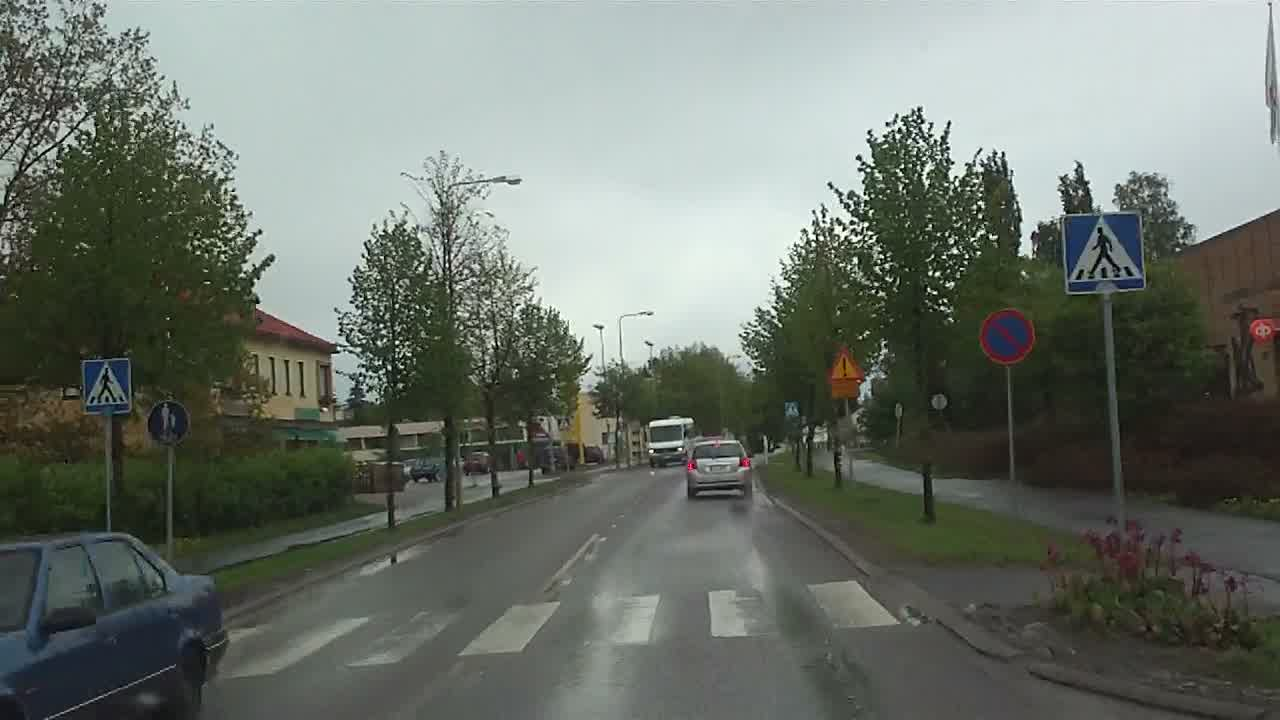
Carrer de Sysmä.
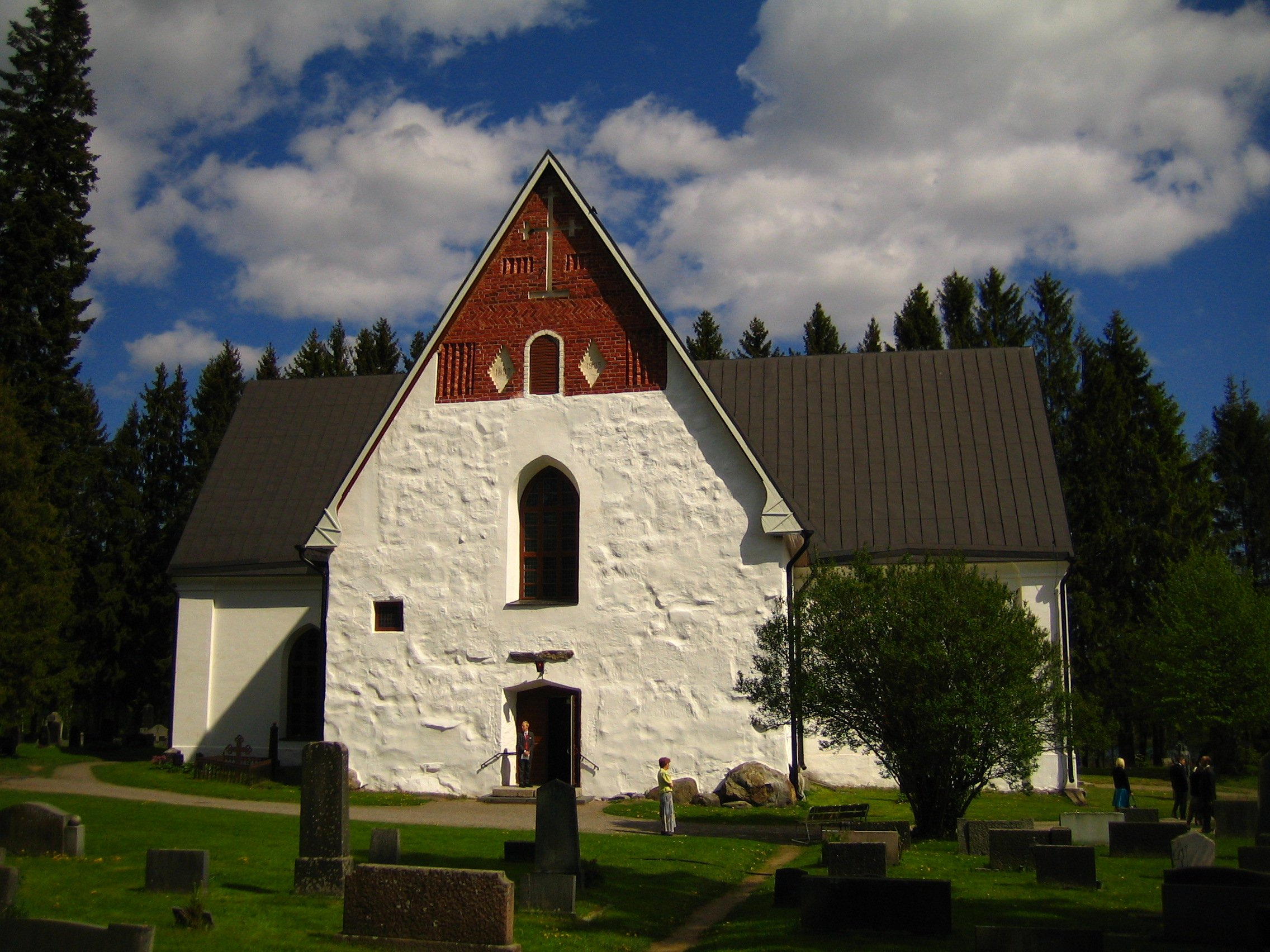
L'església de Sysmä.
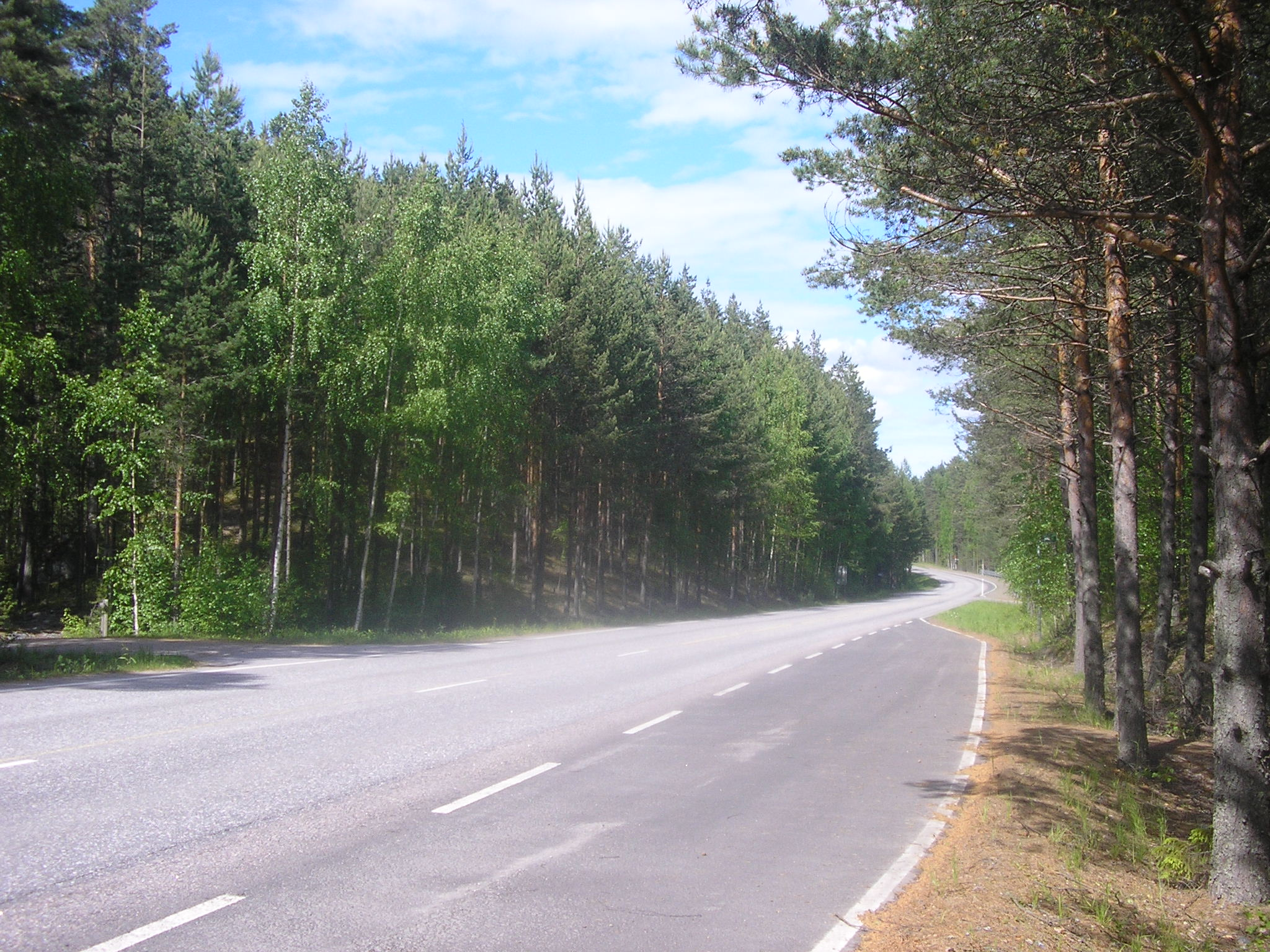
La carretera 314 cap a Pulkkilanharju.